# Volta a Llombardia 2006
L'edició del 2006 de la clàssica ciclista Volta a Llombardia es disputà el 14 d'octubre del 2006. Paolo Bettini va endur-se per segona vegada consecutiva la clàssica llombarda pocs dies després de la mort del seu germà en un accident de cotxe. Samuel Sánchez (Euskaltel-Euskadi) i Fabian Wegmann (Gerolsteiner) el van acompanyar al podi.

## Classificació general
|    | Ciclista        | Equip                     | Temps     |
| -- | --------------- | ------------------------- | --------- |
| 1  | Paolo Bettini   | Quick Step-Innergetic     | 6h 08'06" |
| 2  | Samuel Sánchez  | Euskaltel-Euskadi         | + 8"      |
| 3  | Fabian Wegmann  | Gerolsteiner              | m. t.     |
| 4  | Cristian Moreni | Cofidis                   | + 14"     |
| 5  | Davide Rebellin | Gerolsteiner              | + 46"     |
| 6  | Matteo Carrara  | Lampre-Fondital           | m. t.     |
| 7  | Fränk Schleck   | Team CSC                  | m. t.     |
| 8  | Michael Boogerd | Rabobank                  | + 48"     |
| 9  | Danilo Di Luca  | Liquigas                  | + 2'32"   |
| 10 | Andrea Pagoto   | Ceramica Panaria-Navigare | + 3'53"   |